# C-25 (Isidro Cortés Rueda)
C-25 (Isidro Cortés Rueda) es una localidad del municipio de Huimanguillo ubicado en la subregión de la Chontalpa del estado mexicano de Tabasco.

## Geografía
La localidad de C-25 (Isidro Cortés Rueda) se sitúa en las coordenadas geográficas 18°01′47″N 93°42′13″O / 18.029722, -93.703611, a una elevación de 8 metros sobre el nivel del mar.

## Demografía
Según el Conteo de Población y Vivienda 2020, efectuado por el Instituto Nacional de Estadística y Geografía, la localidad de C-25 (Isidro Cortés Rueda) tiene 2,362 habitantes, de los cuales 1,160 son del sexo masculino y 1,202 del sexo femenino. Su tasa de fecundidad es de 2.77 hijos por mujer y tiene 629 viviendas particulares habitadas.
| Gráfica de evolución demográfica de C-25 (Isidro Cortés Rueda) entre 1990 y 2020 |
|                                                                                  |
| INEGI.                                                                           |